# فيلي هندرسون (موسيقي)
فيلي هندرسون (بالإنجليزية: Willie Henderson)‏ هو موسيقي أمريكي، ولد في 9 أغسطس 1941.

## وصلات خارجية
- فيلي هندرسون على موقع ميوزك برينز (الإنجليزية)
- فيلي هندرسون على موقع أول ميوزيك (الإنجليزية)
- فيلي هندرسون على موقع ديسكوغز (الإنجليزية)